# Padang Sari (Tinggi Raja)
Padang Sari is een bestuurslaag in het regentschap Asahan van de provincie Noord-Sumatra, Indonesië. Padang Sari telt 1277 inwoners (volkstelling 2010).